# Jalogny
Jalogny – miejscowość i gmina we Francji, w regionie Burgundia-Franche-Comté, w departamencie Saona i Loara.
Według danych na rok 1990 gminę zamieszkiwało 270 osób, a gęstość zaludnienia wynosiła 27 osób/km² (wśród 2044 gmin Burgundii Jalogny plasuje się na 643. miejscu pod względem liczby ludności, natomiast pod względem powierzchni na miejscu 933.).